# Casa Arnau (Girona)
La Casa Arnau és un edifici del municipi de Girona que forma part de l'Inventari del Patrimoni Arquitectònic de Catalunya.

## Descripció
Es tracta d'un dels més interessants edificis d'habitatges de la segona meitat del segle xix. Presenta planta baixa, pensada per a establiments comercials, i quatre pisos. A la sobrietat de línies de finestres i balcons, se li oposa una cuidada decoració dels exteriors, a base de motllures de terra cuita de temàtica vegetal i geomètrica. Aquesta ornamentació és ben habitual en edificis gironins del segle xix, com la casa Pol, la casa Codina, etc., segurament fruit d'un taller especialitzat en la seva producció. Cal remarcar també l'entrada als pisos, construïda segons models de l'arquitectura àrab (arcs de ferradura emmarcats amb el típic alfiz.